# Thomas Söding

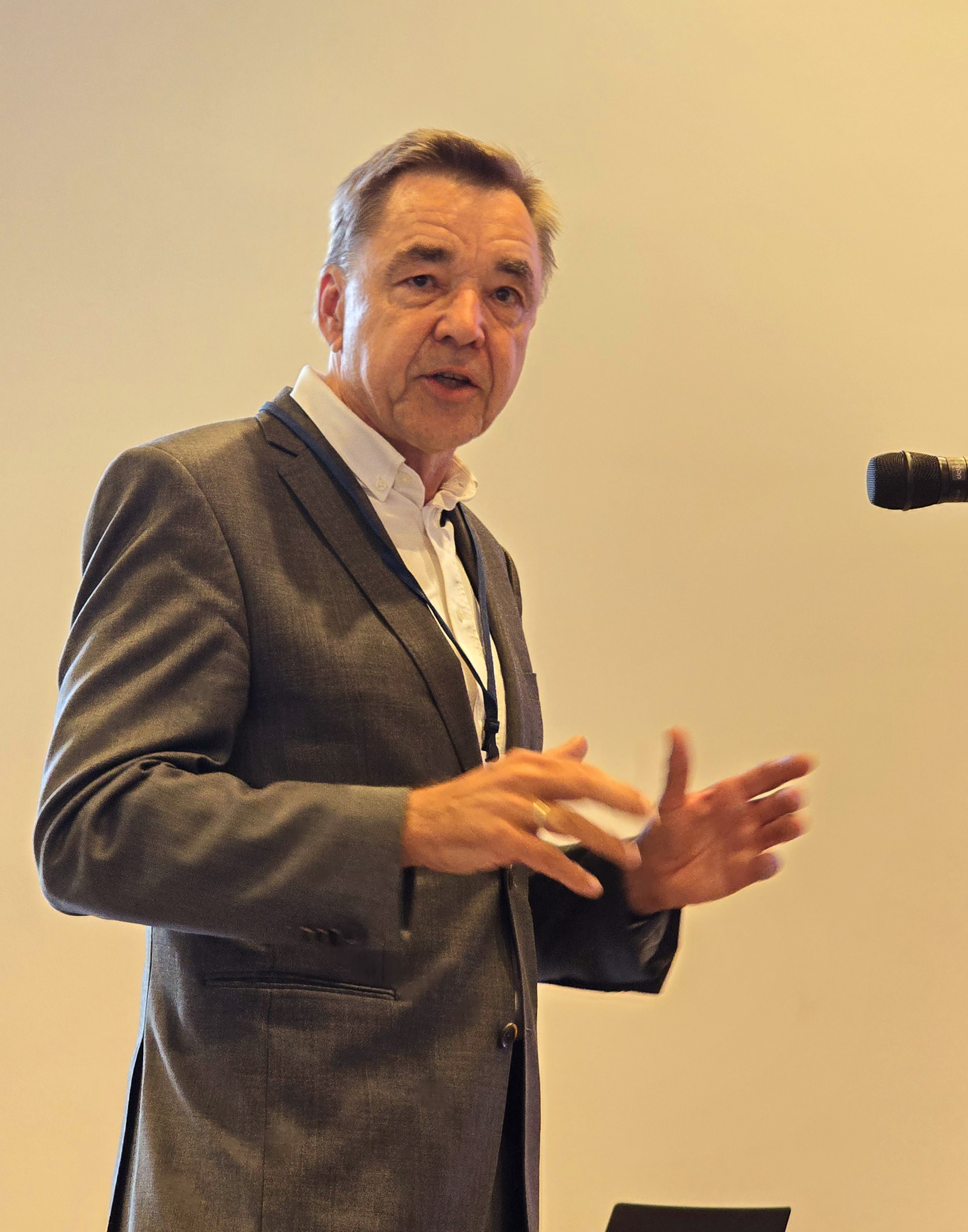
Thomas Söding, Mai 2024

Thomas Söding (* 10. Januar 1956 in Hannover) ist ein deutscher katholischer Theologe, Seniorprofessor für Neutestamentliche Exegese an der Ruhr-Universität Bochum und Vizepräsident des Zentralkomitees der deutschen Katholiken (ZdK).

## Leben

### Studium
Nach seinem Abitur 1974 in Bad Harzburg studierte Thomas Söding Katholische Theologie, Germanistik und Geschichte an der Wilhelms-Universität in Münster und erhielt 1979 ein Diplom in Katholischer Theologie. 1980 schloss er sein erstes Staatsexamen für das Lehramt an Gymnasien in Germanistik ab und wurde Assistent am neutestamentlichen Seminar der Katholisch-Theologischen Fakultät der Universität Münster. 1985 promovierte er, Thema seiner Dissertation war das Glaubensverständnis von Markus. 1991 schloss er seine Habilitation (Das Liebesgebot bei Paulus), die Karl Kertelge betreute, ab.

### Lehre
Von 1989 bis 1993 war Thomas Söding Dozent für Exegese am Priesterseminar Hildesheim und von 1991 bis 1993 Privatdozent an der Katholisch-Theologischen Fakultät der Universität Münster. 1993 wurde er Professor für Biblische Theologie an der Bergischen Universität Wuppertal.
Von 1995 bis 1999 war er Dekan des Fachbereichs Geschichte – Philosophie – Theologie an der Universität Wuppertal und von 1996 bis 2004 gemeinsam mit John Reumann Leiter des Seminars „Biblische Theologie“ in der Studiorum Novi Testamenti Societas, einer Vereinigung von Neutestamentlern.
2008 erhielt er Rufe auf die Lehrstühle für Neutestamentliche Exegese an den Universitäten Freiburg und Bochum. Zum Wintersemester 2008/2009 wechselte er an die Ruhr-Universität Bochum und trat dort die Nachfolge von Peter Dschulnigg (1943–2011) an. Seine Antrittsvorlesung hielt er am 15. Januar 2009 mit dem Thema: „Neues Denken. Das Urchristentum als Bildungsreligion“.
Zusammen mit dem Sozialethiker Joachim Wiemeyer entwickelte er aus einer Zusammenarbeit mit der KU Leuven das Konzept einer interdisziplinären und internationalen Summer School „Bibel – Wirtschaft – Ethik“.
2013 bis 2015 konzipierte und erarbeitete er mit Georg Fischer SJ, Dominik Markl SJ und Michael Langer die „Jugendbibel der katholischen Kirche“, die 2015 mit einem Vorwort von Papst Franziskus erschien und in zahlreiche Sprachen übersetzt wird.
Von 2017 bis 2019 war er Dekan der Katholisch-Theologischen Fakultät der Ruhr-Universität Bochum. In dieser Zeit konnte er mitwirken, die Rechtsstellung der Fakultät trotz der Schließung des diözesanen Priesterseminars durch einen Notenaustausch zwischen dem Heiligen Stuhl und dem Land Nordrhein-Westfalen zu sichern.

### Forschung
Thomas Söding befasst sich mit Themen neutestamentlicher Exegese und Theologie. Er widmet sich gezielt den Fragen einer ökumenisch sensiblen Rezeptionsgeschichte. Seine zentralen Forschungsgebiete liegen bei Markus, Paulus und Johannes. Er entwickelt die Methoden historisch-kritischer und literaturwissenschaftlicher Exegese weiter, indem er unter rezeptionsästhetischen und hermeneutischen Gesichtspunkten den Kanon einbezieht. Sein Hauptaugenmerk gilt Fragen der Christologie und Ekklesiologie. Ein integratives Projekt bezieht sich auf die Bildungsforschung.
Zusammen mit Reinhard von Bendemann, Peter Wick und Markus Tiwald gründete Söding den Forschungsverbund „Neues Testament an der Ruhr“, der regelmäßige Tagung zu Publikationen über Themen wie die „Stadt“ und „Arbeit“ führt.
Aus Anlass seines 60. und seines 65. Geburtstages erschienen jeweils Festschriften mit zahlreichen Beiträgen.

### Familie
Thomas Söding ist seit 1982 verheiratet und Vater von drei Kindern.

## Tätigkeiten, Mitgliedschaften
- seit 1993: Ökumenischer Arbeitskreis evangelischer und katholischer Theologen
- 1997 bis 2008: Ökumene-Kommission der Erzdiözese Köln
- 1999 bis 2007: Senat der Bergischen Universität Wuppertal
- seit 1999: Colloquio Ecumenico Paolino (Sankt Paul vor den Mauern, Rom)
- 2000 bis 2003: Editorial Board New Testament Studies
- 2001 bis 2008: Ombudsmann der Bergischen Universität für gute Forschung
- seit 2001: Berater der Glaubenskommission der Deutschen Bischofskonferenz
- seit 2001: Deutscher Ökumenischer Studienausschuss (DÖSTA) der Arbeitsgemeinschaft Christlicher Kirchen (ACK), 2006–2015 Stellvertretender Vorsitzender, 2015–2021 Vorsitzender
- seit 2002: Diözesanleiter des Katholischen Bibelwerks im Bistum Münster
- seit 2002: Internationale Lutherisch/römisch-katholische Kommission für die Einheit
- seit 2003: Nordrhein-Westfälische Akademie der Wissenschaften und der Künste
- seit 2003: Beirat der Görres-Gesellschaft zur Pflege der Wissenschaft
- 2003–2008: Vertrauensdozent des Katholischen Akademiker-Austauschdienstes (KAAD) an der Bergischen Universität Wuppertal
- seit 2003: Académie Internationale des Sciences Religieuses
- 2004–2014: Internationale Theologenkommission
- seit 2004: Wissenschaftliche Gesellschaft für Theologie
- 2006–2008 Mitarbeit an der Revision der Einheitsübersetzung der Bibel
- seit 2007 Mitherausgeber der Internationalen katholischen Zeitschrift „Communio“
- seit 2008: Advisory Board von Estudios Biblicos, Madrid
- 2008–2017: Wissenschaftlicher Beirat zum Reformationsjubiläum 2017
- seit 2008: Vertrauensdozent der KAAD an der Ruhr-Universität Bochum
- seit 2008: Bilaterale Kommission der Deutschen Bischofskonferenz und der Vereinigten Evangelisch-Lutherischen Kirchen
- seit 2011: Konsultor des Päpstlichen Rates zur Förderung der Neuevangelisierung
- seit 2014 Mitglied des Wissenschaftlichen Beirates der Zeitschrift Teologia, Milano
- seit 2016 Ständiger (katholischer) Gast bei der Kammer für Theologie der Evangelischen Kirche in Deutschland
- seit 2016 Mitglied im Zentralkomitee der deutschen Katholiken[2]. Am 21. November 2021 wurde er zum Vizepräsidenten gewählt.

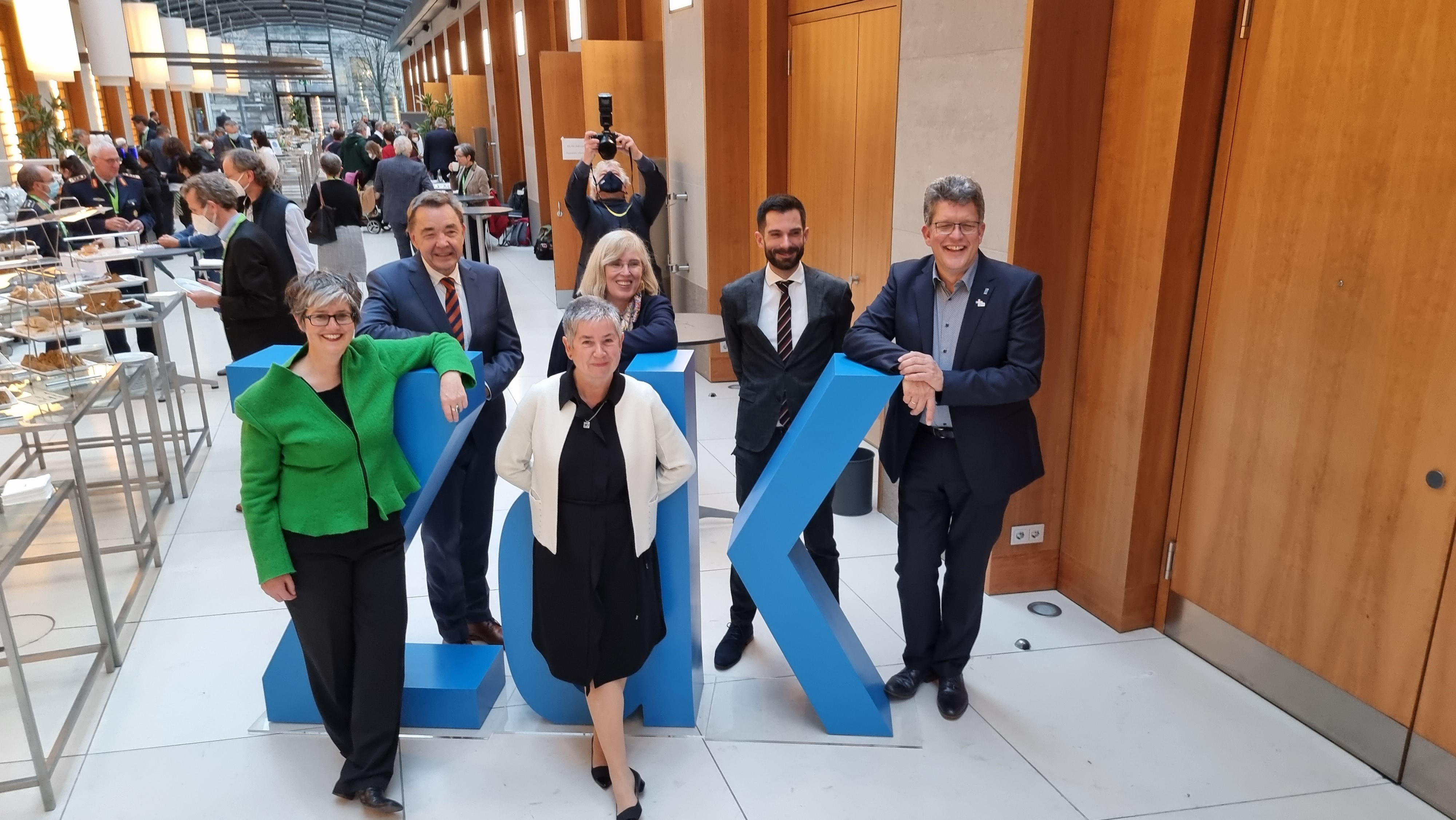
Das aktuelle Präsidium des ZdK: Birgit Mock, Thomas Söding, Präsidentin Irme Stetter-Karp, Claudia Nothelle, Generalsekretär Marc Frings und Wolfgang Klose (2021)

- seit 2. Dezember 2021 Vizepräsident des Synodalen Wegs.

## Teilnahme an Bischofssynoden
Söding nahm als Experte an mehreren Bischofssynoden teil:
- 2005 an der XI. Bischofssynode über „Die Eucharistie – Quelle und Höhepunkt des Lebens und der Sendung der Kirche“
- 2008 an der XII. Bischofssynode über „Das Wort Gottes im Leben und in der Sendung der Kirche“
- 2012 an der XIII. Bischofssynode über „Neuevangelisierung“[3]
- 2023 an der XVI. Bischofssynode zum Thema „Für eine synodale Kirche – Gemeinschaft, Teilhabe und Mission“[4]

Im Februar 2023 nahm Thomas Söding als Delegierter an der Europäischen Kontinentalsynode in Prag teil.

## Publikationen
Thomas Södings Forschungsschwerpunkte liegen in der Hermeneutik und Christologie des Neuen Testaments, dem Markusevangelium, dem Galaterbrief, sowie der Bibel- und Erzählforschung.
- 1985: Glaube bei Markus. (Diss.)
- 1992: Glaube, Hoffnung, Liebe bei Paulus.
- 1995: Das Liebesgebot bei Paulus. (Habil.)
- 1996: Mehr als ein Buch. Die Bibel begreifen.
- 1997: Das Wort vom Kreuz.
- 1997: Blick zurück nach vorn. Bilder lebendiger Gemeinden im Neuen Testament.
- 1998: Wege der Schriftauslegung.
- 2001: Das Matthäus-Evangelium.
- 2002: Das Markus-Evangelium.
- 2003: Das Lukas-Evangelium.
- 2005: Einheit der Heiligen Schrift? E-Book 2009.
- 2005: Methodenlehre zum Neuen Testament. E-Book 2008.
- 2006: Der Gottessohn aus Nazareth. 2. Auflage 2008.
- 2007: Jesus und die Kirche. Italienische Übersetzung 2008.
- 2007: Leid erfahren – Sinn suchen. Das Problem der Theodizee.
- 2007: Ereignis und Erinnerung. Die Geschichte Jesu im Spiegel der Evangelien.
- 2008: Der Tod ist tot, das Leben lebt.
- 2008: Bibel verstehen. Schriftverständnis und Schriftauslegung.
- 2009: „Kommt zu mir!“ Die Botschaft des Matthäusevangeliums.
- 2011: Die Verkündigung Jesu – Ereignis und Erinnerung.
- 2012: (Hrsg.) König und Priester. Facetten neutestamentlicher Christologie. FS Claus-Peter März.
- 2013: (Hrsg.) Zu Bethlehem geboren? Das Jesus-Buch Benedikts XVI. und die Wissenschaft. (Theologie kontrovers).
- 2014: Umkehr der Kirche. Wegweiser im Neuen Testament.
- 2015: Nächstenliebe. Gottes Gebot als Verheißung und Anspruch.
- 2015: (Hrsg.) Die Rolle der Theologie in der Kirche. Eine Debatte über das Dokument der Theologenkommission.
- 2016 Das Christentum als Bildungsreligion. Der Impuls des Neuen Testament.
- 2016 Das Flüchtlingskind in Gottes Hand. Die Weihnachtsgeschichten der Evangelien. Ostfildern (mit Robert Vorholt).
- 2016 (Hrsg.) Der Spürsinn des Gottesvolkes. Eine Diskussion mit der Internationalen Theologischen Kommission.
- 2016: (Hrsg.) Exegese – ökumenisch engagiert. (mit Ulrich Luz und Samiuel Vollenweider).
- 2016 (Hrsg.) Würde und Last der Arbeit. Beiträge zur neutestamentlichen Sozialethik. (BWANT 209), Stuttgart (mit Peter Wick)
- 2017: Die Bibel für alle. Kurze Einführung in die neue Einheitsübersetzung.
- 2018: Gemeinsam zu Gott beten. Eine jüdisch-christliche Auslegung des Vaterunsers (mit Moshe Navon).
- 2018: (Hrsg.) Führe uns nicht in Versuchung. Das Vaterunser in der Diskussion.
- 2018: Der eine Gott. Perspektiven biblischer Theologie. Würzburg (mit Christoph Dohmen).
- 2019: (Hrsg.) Wachsende Zustimmung und offene Fragen. Die Gemeinsame Erklärung zur Rechtfertigungslehre im Licht ihrer Wirkung. (QD 302), Freiburg i. Br. (mit Bernd Oberndorfer).
- 2019: (Hrsg.) Kirche und Welt – ein notwendiger Dialog. Stimmen katholischer Theologie. (QD 300), Freiburg i.Br. (mit Johanna Rahner).
- 2019: (Hrsg.) Eucharistie – Kirche – Ökumene. Aspekte und Hintergründe des Kommunionstreits. (QD 298), Freiburg i. Br. 2019 (mit Wolfgang Thönissen).
- 2020: Ein Gott für alle. Der Aufbruch zur Weltmission in der Apostelgeschichte. Freiburg i. Br.
- 2020: (Hrsg.) Liturgie und Bibel. Theologie und Praxis der Verkündigung des Wortes Gottes. Trier (mit Marius Linnenborn).
- 2021: (Hrsg.) Diaspora und Sendung. Erfahrungen und Auftrag christlicher Kirchen im pluralen Deutschland. Eine Studie des Deutschen Ökumenischen Studienausschusses (DÖSTA). (Beihefte zur Ökumenischen Rundschau) 134, Leipzig (mit Katharina Bracht).
- 2021: (Hrsg.) Die Gottesfrage in der Universität. Debatten über Religion und Wissenschaft. Freiburg 2021 (mit Marcus Optendrenk und Stefan Nacke).
- 2021: (Hrsg.) Hoffnung schöpfen: Die Bibel in Zeiten von Corona. Ostfildern (mit Aleksandra Brand)
- 2022: Gemeinsam unterwegs. Synodalität in der katholischen Kirche. Ostfildern.
- 2022: Das Evangelium nach Markus. (Theologischer Handkommentar zum Neuen Testament 2), Leipzig.
- 2023: Das Evangelium nach Lukas - Teilband 1: Lk.1,1-13,21; Teilband 2: Lk 13,22-24,53 (Die Botschaft des Neuen Testaments). Göttingen.